# Coupe continentale de hockey sur glace 2001-2002
Navigation
Édition 2000-2001 Édition 2002-2003
La saison 2001-2002 est la 5e édition de la Coupe continentale de hockey sur glace.

## Équipes participantes
49 équipes provenant de 27 pays ont pris part à la Coupe continentale 2001-2002.
| - ERC Ingolstadt - EC Klagenfurt AC - HK Keramin Minsk - HK Nioman Hrodna - HK Slavia Sofia - KHL Zagreb - KHL Medveščak Zagreb - Herning IK - Rødovre Mighty Bulls - CG Puigcerdà - Club Hielo Jaca - Jukurit Mikkeli - Anglet hormadi élite - Grenoble métropole hockey 38 - Rouen hockey élite 76 - Alba Volán Székesfehérvár - Dunaferr SE Dunaújváros | - Maccabi Amos Lod - AS Asiago Hockey - HCJ Milano Vipers - Kazzinc-Torpedo Oust-Kamenogorsk - HK Liepājas Metalurgs - HK Riga 2000 - SC Energija - Storhamar Dragons - Vålerenga Ishockey - Nijmegen Tigers - Tilburg Trappers - Dwory S.S.A. Unia Oświęcim - GKS Katowice - HC Prostějov - HC Senators Rosice - CS Progym Gheorgheni | - CSA Steaua Bucarest - SC Miercurea-Ciuc - London Knights - Sheffield Steelers - HK Partizan Belgrade - HK Vojvodina Novi Sad - HKm Zvolen - HDD Olimpija Ljubljana - HK Acroni Jesenice - HK Slavija Ljubljana - HC Lugano - ZSC Lions - Büyükşehir Belediyesi Ankara - Polis Akademisi Ankara - HK Berkout Kiev - Sokol Kiev |

## Premier tour

### Groupe A
Il s'est déroulé du 21 au 23 septembre 2001 à Kocaeli ( Turquie).
| 21 septembre 2001 | KT Oust-Kamenogorsk    | 28:0 (-:-, -:-, -:-) | HK Partizan Belgrade  | Patinoire de Kocaeli, Kocaeli |
| 21 septembre 2001 | Polis Akademisi Ankara | 3:0 (-:-, -:-, -:-)  | CS Progym Gheorghieni | Patinoire de Kocaeli, Kocaeli |
| 22 septembre 2001 | KT Oust-Kamenogorsk    | 6:1 (-:-, -:-, -:-)  | CS Progym Gheorghieni | Patinoire de Kocaeli, Kocaeli |
| 22 septembre 2001 | Polis Akademisi Ankara | 5:2 (-:-, -:-, -:-)  | HK Partizan Belgrade  | Patinoire de Kocaeli, Kocaeli |
| 23 septembre 2001 | CS Progym Gheorghieni  | 12:1 (-:-, -:-, -:-) | HK Partizan Belgrade  | Patinoire de Kocaeli, Kocaeli |
| 23 septembre 2001 | Polis Akademisi Ankara | 1:11 (-:-, -:-, -:-) | KT Oust-Kamenogorsk   | Patinoire de Kocaeli, Kocaeli |

| Pl. | Équipe                           | PJ | V | N | D | +/-   | Pts |
| 1.  | Kazzinc-Torpedo Oust-Kamenogorsk | 3  | 3 | 0 | 0 | 45:2  | 6   |
| 2.  | Polis Akademisi Ankara           | 3  | 2 | 0 | 1 | 9:13  | 4   |
| 3.  | CS Progym Gheorghieni            | 3  | 1 | 0 | 2 | 13:10 | 2   |
| 4.  | HK Partizan Belgrade             | 3  | 0 | 0 | 3 | 3:45  | 0   |

### Groupe B
Il s'est déroulé du 21 au 23 septembre 2001 à Sofia ( Bulgarie).
| 21 septembre 2001 | HK Keramin Minsk | 25:1 (-:-, -:-, -:-) | Maccabi Amos Lod | Slavia Stadium, Sofia |
| 21 septembre 2001 | HK Slavia Sofia  | 5:7 (-:-, -:-, -:-)  | BB Ankara        | Slavia Stadium, Sofia |
| 22 septembre 2001 | HK Slavia Sofia  | 3:2 (-:-, -:-, -:-)  | Maccabi Amos Lod | Slavia Stadium, Sofia |
| 22 septembre 2001 | BB Ankara        | 0:19 (-:-, -:-, -:-) | HK Keramin Minsk | Slavia Stadium, Sofia |
| 23 septembre 2001 | Maccabi Amos Lod | 5:15 (-:-, -:-, -:-) | BB Ankara        | Slavia Stadium, Sofia |
| 23 septembre 2001 | HK Keramin Minsk | 7:2 (-:-, -:-, -:-)  | HK Slavia Sofia  | Slavia Stadium, Sofia |

| Pl. | Équipe                       | PJ | V | N | D | +/-   | Pts |
| 1.  | HK Keramin Minsk             | 3  | 3 | 0 | 0 | 51:3  | 6   |
| 2.  | Büyükşehir Belediyesi Ankara | 3  | 2 | 0 | 1 | 22:29 | 4   |
| 3.  | HK Slavia Sofia              | 3  | 1 | 0 | 2 | 10:16 | 2   |
| 4.  | Maccabi Amos Lod             | 3  | 0 | 0 | 3 | 8:43  | 0   |

### Groupe C
Il s'est déroulé du 21 au 23 septembre 2001 à Bucarest ( Roumanie).
| 21 septembre 2001 | CSA Steaua Bucarest   | 5:0 (-:-, -:-, -:-) | HK Vojvodina Novi Sad | Mihai Flamaropol, Bucarest |
| 21 septembre 2001 | HK Slavija Ljubljana  | 4:3 (-:-, -:-, -:-) | KHL Medveščak Zagreb  | Mihai Flamaropol, Bucarest |
| 22 septembre 2001 | CSA Steaua Bucarest   | 3:6 (-:-, -:-, -:-) | KHL Medveščak Zagreb  | Mihai Flamaropol, Bucarest |
| 22 septembre 2001 | HK Vojvodina Novi Sad | 7:4 (-:-, -:-, -:-) | HK Slavija Ljubljana  | Mihai Flamaropol, Bucarest |
| 23 septembre 2001 | CSA Steaua Bucarest   | 1:3 (-:-, -:-, -:-) | HK Slavija Ljubljana  | Mihai Flamaropol, Bucarest |
| 23 septembre 2001 | KHL Medveščak Zagreb  | 3:4 (-:-, -:-, -:-) | HK Vojvodina Novi Sad | Mihai Flamaropol, Bucarest |

| Pl. | Équipe                | PJ | V | N | D | +/-   | Pts |
| 1.  | HK Vojvodina Novi Sad | 3  | 2 | 0 | 1 | 11:12 | 4   |
| 2.  | HK Slavija Ljubljana  | 3  | 2 | 0 | 1 | 11:11 | 4   |
| 3.  | KHL Medveščak Zagreb  | 3  | 1 | 0 | 2 | 12:11 | 2   |
| 4.  | CSA Steaua Bucarest   | 3  | 1 | 0 | 2 | 9:9   | 2   |

### Groupe D
Il s'est déroulé du 21 au 23 septembre 2001 à Dunaújváros ( Hongrie).
| 21 septembre 2001 | KHL Zagreb              | 5:6 (-:-, -:-, -:-) | SC Miercurea-Ciuc       | Dunaújvárosi Jégcsarnok, Dunaújváros |
| 21 septembre 2001 | Dunaferr SE Dunaújváros | 2:3 (-:-, -:-, -:-) | HK Acroni Jesenice      | Dunaújvárosi Jégcsarnok, Dunaújváros |
| 22 septembre 2001 | HK Acroni Jesenice      | 6:1 (-:-, -:-, -:-) | KHL Zagreb              | Dunaújvárosi Jégcsarnok, Dunaújváros |
| 22 septembre 2001 | SC Miercurea-Ciuc       | 1:2 (-:-, -:-, -:-) | Dunaferr SE Dunaújváros | Dunaújvárosi Jégcsarnok, Dunaújváros |
| 23 septembre 2001 | SC Miercurea-Ciuc       | 2:6 (-:-, -:-, -:-) | HK Acroni Jesenice      | Dunaújvárosi Jégcsarnok, Dunaújváros |
| 23 septembre 2001 | Dunaferr SE Dunaújváros | 7:1 (-:-, -:-, -:-) | KHL Zagreb              | Dunaújvárosi Jégcsarnok, Dunaújváros |

| Pl. | Équipe                  | PJ | V | N | D | +/-  | Pts |
| 1.  | HK Acroni Jesenice      | 3  | 3 | 0 | 0 | 15:5 | 6   |
| 2.  | Dunaferr SE Dunaújváros | 3  | 2 | 0 | 1 | 11:5 | 4   |
| 3.  | SC Miercurea-Ciuc       | 3  | 1 | 0 | 2 | 7:19 | 2   |
| 4.  | KHL Zagreb              | 3  | 0 | 0 | 3 | 9:13 | 0   |

### Groupe E
Il s'est déroulé du 21 au 23 septembre 2001 à Font-Romeu-Odeillo-Via ( France), organisé par le club espagnol du CG Puigcerdà.
| 21 septembre 2001 | Rouen Hockey Élite 76 | 6:2 (1:0, 4:1, 1:0)  | Nijmegen Tigers       | Patinoire Philippe Candeloro, Font-Romeu-Odeillo-Via |
| 21 septembre 2001 | CG Puigcerdà          | 2:11 (1:4, 1:1, 0:6) | HK Liepājas Metalurgs | Patinoire Philippe Candeloro, Font-Romeu-Odeillo-Via |
| 22 septembre 2001 | Nijmegen Tigers       | 4:2 (3:1, 0:1, 1:0)  | HK Liepājas Metalurgs | Patinoire Philippe Candeloro, Font-Romeu-Odeillo-Via |
| 22 septembre 2001 | CG Puigcerdà          | 4:9 (2:2, 0:3, 2:4)  | Rouen Hockey Élite 76 | Patinoire Philippe Candeloro, Font-Romeu-Odeillo-Via |
| 23 septembre 2001 | CG Puigcerdà          | 1:10 (0:3, 0:4, 1:3) | Nijmegen Tigers       | Patinoire Philippe Candeloro, Font-Romeu-Odeillo-Via |
| 23 septembre 2001 | Rouen Hockey Élite 76 | 4:2 (1:1, 2:0, 1:1)  | HK Liepājas Metalurgs | Patinoire Philippe Candeloro, Font-Romeu-Odeillo-Via |

| Pl. | Équipe                | PJ | V | N | D | +/-   | Pts |
| 1.  | Rouen hockey élite 76 | 3  | 3 | 0 | 0 | 19:8  | 6   |
| 2.  | Nijmegen Tigers       | 3  | 2 | 0 | 1 | 16:9  | 4   |
| 3.  | HK Liepājas Metalurgs | 3  | 1 | 0 | 2 | 15:10 | 2   |
| 4.  | CG Puigcerdà          | 3  | 0 | 0 | 3 | 7:30  | 0   |

### Groupe F
Il s'est déroulé du 21 au 23 septembre 2001 à Tilbourg ( Pays-Bas).
| 21 septembre 2001 | Tilburg Trappers     | 3:3 (-:-, -:-, -:-) | Grenoble MH 38       | IJssportcentrum, Tilbourg |
| 21 septembre 2001 | Rødovre Mighty Bulls | 6:1 (-:-, -:-, -:-) | Club Hielo Jaca      | IJssportcentrum, Tilbourg |
| 22 septembre 2001 | Tilburg Trappers     | 6:2 (-:-, -:-, -:-) | Club Hielo Jaca      | IJssportcentrum, Tilbourg |
| 22 septembre 2001 | Rødovre Mighty Bulls | 3:3 (-:-, -:-, -:-) | Grenoble MH 38       | IJssportcentrum, Tilbourg |
| 23 septembre 2001 | Grenoble MH 38       | 4:1 (-:-, -:-, -:-) | Club Hielo Jaca      | IJssportcentrum, Tilbourg |
| 23 septembre 2001 | Tilburg Trappers     | 2:2 (-:-, -:-, -:-) | Rødovre Mighty Bulls | IJssportcentrum, Tilbourg |

| Pl. | Équipe                       | PJ | V | N | D | +/-  | Pts |
| 1.  | Grenoble métropole hockey 38 | 3  | 1 | 2 | 0 | 10:7 | 4   |
| 2.  | Rødovre Mighty Bulls         | 3  | 1 | 2 | 0 | 11:6 | 4   |
| 3.  | Tilburg Trappers             | 3  | 1 | 2 | 0 | 11:7 | 4   |
| 4.  | Club Hielo Jaca              | 3  | 0 | 0 | 3 | 4:16 | 0   |

S'étant neutralisé, les trois premiers sont départagés par la différence de buts particulière : 
- Grenoble Métropole Hockey 38 : 6:6
- Rødovre Mighty Bulls : 5:5
- Tilburg Trappers : 5:5

## Deuxième tour

### Groupe G
Il s'est déroulé du 19 au 21 octobre 2001 à Milan ( Italie).
| 19 octobre 2001 | HDD Olimpija Ljubljana | 5:2 (3:0, 2:1, 0:1) | KT Oust-Kamenogorsk    | Pal Agorà, Milan |
| 19 octobre 2001 | HCJ Milano Vipers      | 4:4 (1:2, 2:1, 1:1) | EC Klagenfurt AC       | Pal Agorà, Milan |
| 20 octobre 2001 | EC Klagenfurt AC       | 5:6 (3:3, 1:2, 1:1) | HDD Olimpija Ljubljana | Pal Agorà, Milan |
| 20 octobre 2001 | HCJ Milano Vipers      | 3:2 (1:0, 2:2, 0:0) | KT Oust-Kamenogorsk    | Pal Agorà, Milan |
| 21 octobre 2001 | KT Oust-Kamenogorsk    | 8:1 (3:0, 3:1, 2:0) | EC Klagenfurt AC       | Pal Agorà, Milan |
| 21 octobre 2001 | HCJ Milano Vipers      | 3:1 (0:0, 0:0, 3:1) | HDD Olimpija Ljubljana | Pal Agorà, Milan |

| Pl. | Équipe                           | PJ | V | N | D | +/-   | Pts |
| 1.  | HCJ Milano Vipers                | 3  | 2 | 1 | 0 | 10:7  | 5   |
| 2.  | HDD Olimpija Ljubljana           | 3  | 2 | 0 | 1 | 12:10 | 4   |
| 3.  | Kazzinc-Torpedo Oust-Kamenogorsk | 3  | 1 | 0 | 2 | 12:9  | 2   |
| 4.  | EC Klagenfurt AC                 | 3  | 0 | 1 | 2 | 10:18 | 1   |

### Groupe H
Il s'est déroulé du 19 au 21 octobre 2001 à Székesfehérvár ( Hongrie).
| 19 octobre 2001 | HK Keramin Minsk          | 5:3 (1:0, 0:1, 4:2) | Sokol Kiev       | Ice Hall, Székesfehérvár |
| 19 octobre 2001 | Alba Volán Székesfehérvár | 3:2 (0:1, 1:1, 2:0) | HK Nioman Hrodna | Ice Hall, Székesfehérvár |
| 20 octobre 2001 | Sokol Kiev                | 5:0 (0:0, 3:0, 2:0) | HK Nioman Hrodna | Ice Hall, Székesfehérvár |
| 20 octobre 2001 | Alba Volán Székesfehérvár | 3:3 (0:1, 3:2, 0:0) | HK Keramin Minsk | Ice Hall, Székesfehérvár |
| 21 octobre 2001 | Alba Volán Székesfehérvár | 1:5 (0:1, 0:1, 1:3) | Sokol Kiev       | Ice Hall, Székesfehérvár |
| 21 octobre 2001 | HK Nioman Hrodna          | 1:2 (0:1, 1:1, 0:0) | HK Keramin Minsk | Ice Hall, Székesfehérvár |

| Pl. | Équipe                    | PJ | V | N | D | +/-  | Pts |
| 1.  | HK Keramin Minsk          | 3  | 2 | 1 | 0 | 10:7 | 5   |
| 2.  | Sokol Kiev                | 3  | 2 | 0 | 1 | 13:6 | 4   |
| 3.  | Alba Volán Székesfehérvár | 3  | 1 | 1 | 1 | 7:10 | 3   |
| 4.  | HK Nioman Hrodna          | 3  | 0 | 0 | 3 | 3:10 | 0   |

### Groupe J
Il s'est déroulé du 19 au 21 octobre 2001 à Oświęcim ( Pologne).
Le HK Vojvodina Novi Sad se présente avec un effectif insuffisant et est disqualifié et les résultats contre cette équipe ne sont pris en compte.
| 19 octobre 2001 | HC Senators Rosice       | 12:01 (1:0, 9:0, 2:0) | HK Vojvodina Novi Sad | Hala Lodowa, Oświęcim |
| 19 octobre 2001 | Dw. S.S.A. Unia Oświęcim | 4:1 (0:0, 3:1, 1:0)   | SC Energija           | Hala Lodowa, Oświęcim |
| 20 octobre 2001 | SC Energija              | 1:11 (0:5, 0:2, 1:4)  | HC Senators Rosice    | Hala Lodowa, Oświęcim |
| 20 octobre 2001 | Dw. S.S.A. Unia Oświęcim | 12:41 (6:1, 3:2, 3:2) | HK Vojvodina Novi Sad | Hala Lodowa, Oświęcim |
| 21 octobre 2001 | HK Vojvodina Novi Sad    | 9:91 (3:2, 3:4, 3:3)  | SC Energija           | Hala Lodowa, Oświęcim |
| 21 octobre 2001 | Dw. S.S.A. Unia Oświęcim | 4:0 (0:0, 1:0, 3:0)   | HC Senators Rosice    | Hala Lodowa, Oświęcim |

1 Matchs non-comptabilisés
| Pl. | Équipe                     | PJ | V | N | D | +/-  | Pts |
| 1.  | Dwory S.S.A. Unia Oświęcim | 2  | 2 | 0 | 0 | 8:1  | 4   |
| 2.  | HC Senators Rosice         | 2  | 1 | 0 | 1 | 11:5 | 2   |
| 3.  | SC Energija                | 2  | 0 | 0 | 2 | 2:15 | 0   |
| 4.  | HK Vojvodina Novi Sad      | -  | - | - | - | -:-  | -   |

### Groupe K
Il s'est déroulé du 19 au 21 octobre 2001 à Prostějov ( République tchèque).
À l'issue du premier tiers-temps de la rencontre entre le HK Acroni Jesenice et le GKS Katowice, l'arbitre est agressé par le président du club slovène, son équipe ayant joué en infériorité numérique pendant 12 minutes. Le match est arrêté et les Polonais se voient attribuer la victoire sur tapis vert.
| 19 octobre 2001 | HK Berkout Kiev    | 2:4 (0:1, 0:1, 2:2)             | GKS Katowice       | Zimní stadión, Prostějov |
| 19 octobre 2001 | HC Prostějov       | 3:3 (0:1, 0:2, 3:0)             | HK Acroni Jesenice | Zimní stadión, Prostějov |
| 20 octobre 2001 | HK Acroni Jesenice | 0:5 par forfait (0:1, -:-, -:-) | GKS Katowice       | Zimní stadión, Prostějov |
| 20 octobre 2001 | HC Prostějov       | 3:2 (0:1, 2:0, 1:1)             | HK Berkout Kiev    | Zimní stadión, Prostějov |
| 21 octobre 2001 | HK Acroni Jesenice | 3:2 (1:0, 1:1, 1:1)             | HK Berkout Kiev    | Zimní stadión, Prostějov |
| 21 octobre 2001 | HC Prostějov       | 4:2 (1:2, 2:0, 1:0)             | GKS Katowice       | Zimní stadión, Prostějov |

| Pl. | Équipe             | PJ | V | N | D | +/-  | Pts |
| 1.  | HC Prostějov       | 3  | 2 | 1 | 0 | 10:7 | 5   |
| 2.  | GKS Katowice       | 3  | 2 | 0 | 1 | 12:6 | 4   |
| 3.  | HK Acroni Jesenice | 3  | 1 | 1 | 1 | 6:11 | 3   |
| 4.  | HK Berkout Kiev    | 3  | 0 | 0 | 3 | 6:10 | 0   |

### Groupe L
Il s'est déroulé du 19 au 21 octobre 2001 à Mikkeli ( Finlande).
| 19 octobre 2001 | Storhamar Dragons     | 5:2 (2:1, 1:0, 2:1)  | Rouen Hockey Élite 76 | Kalevankankaan Jäähalli, Mikkeli |
| 19 octobre 2001 | Jukurit Mikkeli       | 2:3 (2:0, 0:2, 0:1)  | HK Riga 2000          | Kalevankankaan Jäähalli, Mikkeli |
| 20 octobre 2001 | HK Riga 2000          | 2:6 (1:1, 1:4, 0:1)  | Storhamar Dragons     | Kalevankankaan Jäähalli, Mikkeli |
| 20 octobre 2001 | Jukurit Mikkeli       | 3:1 (1:0, 0:1, 2:0)  | Rouen Hockey Élite 76 | Kalevankankaan Jäähalli, Mikkeli |
| 21 octobre 2001 | Rouen Hockey Élite 76 | 3:11 (1:2, 1:6, 1:3) | HK Riga 2000          | Kalevankankaan Jäähalli, Mikkeli |
| 21 octobre 2001 | Jukurit Mikkeli       | 5:1 (2:1, 0:0, 3:0)  | Storhamar Dragons     | Kalevankankaan Jäähalli, Mikkeli |

| Pl. | Équipe                | PJ | V | N | D | +/-   | Pts |
| 1.  | Jukurit Mikkeli       | 3  | 2 | 0 | 1 | 10:5  | 4   |
| 2.  | Storhamar Dragons     | 3  | 2 | 0 | 1 | 12:9  | 4   |
| 3.  | HK Riga 2000          | 3  | 2 | 0 | 1 | 16:11 | 4   |
| 4.  | Rouen hockey élite 76 | 3  | 0 | 0 | 3 | 6:19  | 0   |

Les trois premiers sont départagés par la différence de buts particulière :
- Jukurit Mikkeli : 7:4
- Storhamar Dragons : 7:7
- HK Riga 2000 : 5:8

### Groupe M
Il s'est déroulé du 19 au 21 octobre 2001 à Anglet ( France).
| 19 octobre 2001 | Sheffield Steelers   | 5:3 (0:0, 4:0, 1:3) | Herning IK         | Patinoire de la Barre, Anglet |
| 19 octobre 2001 | Anglet Hormadi Élite | 5:2 (2:2, 2:0, 1:0) | Grenoble MH 38     | Patinoire de la Barre, Anglet |
| 20 octobre 2001 | Grenoble MH 38       | 1:4 (1:0, 0:0, 0:4) | Sheffield Steelers | Patinoire de la Barre, Anglet |
| 20 octobre 2001 | Anglet Hormadi Élite | 4:3 (3:0, 1:1, 0:2) | Herning IK         | Patinoire de la Barre, Anglet |
| 21 octobre 2001 | Herning IK           | 7:4 (4:2, 2:0, 1:2) | Grenoble MH 38     | Patinoire de la Barre, Anglet |
| 21 octobre 2001 | Anglet Hormadi Élite | 4:3 (1:2, 2:0, 1:1) | Sheffield Steelers | Patinoire de la Barre, Anglet |

| Pl. | Équipe                       | PJ | V | N | D | +/-   | Pts |
| 1.  | Anglet Hormadi Élite         | 3  | 3 | 0 | 0 | 13:8  | 6   |
| 2.  | Sheffield Steelers           | 3  | 2 | 0 | 1 | 12:8  | 4   |
| 3.  | Herning IK                   | 3  | 1 | 0 | 2 | 13:13 | 2   |
| 4.  | Grenoble métropole hockey 38 | 3  | 0 | 0 | 3 | 7:16  | 0   |

## Troisième tour

### Groupe N
Il s'est déroulé du 23 au 25 novembre 2001 à Asiago ( Italie).
| 23 novembre 2001 | HCJ Milano Vipers | 4:2 (1:1, 2:1, 1:0) | HC Lugano         | Stadio Odegar, Asiago |
| 23 novembre 2001 | HK Keramin Minsk  | 2:5 (1:2, 1:2, 0:1) | AS Asiago Hockey  | Stadio Odegar, Asiago |
| 24 novembre 2001 | HC Lugano         | 3:1 (1:1, 1:0, 1:0) | HK Keramin Minsk  | Stadio Odegar, Asiago |
| 24 novembre 2001 | AS Asiago Hockey  | 2:2 (0:2, 2:0, 0:0) | HCJ Milano Vipers | Stadio Odegar, Asiago |
| 25 novembre 2001 | HCJ Milano Vipers | 3:0 (1:0, 1:0, 1:0) | HK Keramin Minsk  | Stadio Odegar, Asiago |
| 25 novembre 2001 | AS Asiago Hockey  | 4:4 (0:1, 3:2, 1:1) | HC Lugano         | Stadio Odegar, Asiago |

| Pl. | Équipe            | PJ | V | N | D | +/-  | Pts |
| 1.  | HCJ Milano Vipers | 3  | 2 | 1 | 0 | 9:4  | 5   |
| 2.  | AS Asiago Hockey  | 3  | 1 | 2 | 0 | 11:8 | 4   |
| 3.  | HC Lugano         | 3  | 1 | 1 | 1 | 9:9  | 3   |
| 4.  | HK Keramin Minsk  | 3  | 0 | 0 | 3 | 3:11 | 0   |

### Groupe O
Il s'est déroulé du 23 au 25 novembre 2001 à Zvolen et à Detva ( Slovaquie).
| 23 novembre 2001 | HKm Zvolen               | 6:4 (3:0, 1:4, 2:0) | HC Prostějov             | Zimný štadión, Zvolen |
| 23 novembre 2001 | Dw. S.S.A. Unia Oświęcim | 2:1 (2:0, 0:1, 0:0) | ERC Ingolstadt           | Zimný štadión, Detva  |
| 24 novembre 2001 | HKm Zvolen               | 6:4 (3:1, 1:2, 2:1) | Dw. S.S.A. Unia Oświęcim | Zimný štadión, Zvolen |
| 24 novembre 2001 | ERC Ingolstadt           | 1:5 (0:2, 1:3, 0:0) | HC Prostějov             | Zimný štadión, Detva  |
| 25 novembre 2001 | HKm Zvolen               | 2:0 (1:0, 0:0, 1:0) | ERC Ingolstadt           | Zimný štadión, Zvolen |
| 25 novembre 2001 | HC Prostějov             | 4:1 (2:0, 2:0, 0:1) | Dw. S.S.A. Unia Oświęcim | Zimný štadión, Zvolen |

| Pl. | Équipe                     | PJ | V | N | D | +/-  | Pts |
| 1.  | HKm Zvolen                 | 3  | 3 | 0 | 0 | 14:8 | 6   |
| 2.  | HC Prostějov               | 3  | 2 | 0 | 1 | 14:8 | 4   |
| 3.  | Dwory S.S.A. Unia Oświęcim | 3  | 1 | 0 | 2 | 7:12 | 2   |
| 4.  | ERC Ingolstadt             | 3  | 0 | 0 | 3 | 2:9  | 0   |

### Groupe P
Il s'est déroulé du 23 au 25 novembre 2001 à Oslo ( Norvège).
| 23 novembre 2001 | London Knights       | 1:5 (1:3, 1:2, 0:0) | Jukurit Mikkeli      | Jordal Amfi, Oslo |
| 23 novembre 2001 | Vålerenga Ishockey   | 4:1 (0:1, 3:0, 1:0) | Anglet Hormadi Élite | Jordal Amfi, Oslo |
| 24 novembre 2001 | Anglet Hormadi Élite | 3:5 (1:1, 2:4, 0:0) | London Knights       | Jordal Amfi, Oslo |
| 24 novembre 2001 | Vålerenga Ishockey   | 2:2 (0:1, 1:1, 1:0) | Jukurit Mikkeli      | Jordal Amfi, Oslo |
| 25 novembre 2001 | Jukurit Mikkeli      | 5:1 (1:0, 2:0, 2:1) | Anglet Hormadi Élite | Jordal Amfi, Oslo |
| 25 novembre 2001 | Vålerenga Ishockey   | 4:4 (3:0, 1:2, 0:2) | London Knights       | Jordal Amfi, Oslo |

| Pl. | Équipe               | PJ | V | N | D | +/-  | Pts |
| 1.  | Jukurit Mikkeli      | 3  | 3 | 0 | 0 | 14:8 | 6   |
| 2.  | Vålerenga Ishockey   | 3  | 2 | 0 | 1 | 14:8 | 4   |
| 3.  | London Knights       | 3  | 1 | 0 | 2 | 7:12 | 2   |
| 4.  | Anglet Hormadi Élite | 3  | 0 | 0 | 3 | 2:9  | 0   |

## Super Finale
Elle s'est déroulée les 12 et 13 janvier 2002 à Zurich ( Suisse).

### Tableau
|  | Demi-finales      | Demi-finales    |                        |   | Finale     | Finale     |
|  | Demi-finales      | Demi-finales    |                        |   | Finale     | Finale     |
|  |                   |                 |                        |   |            |            |
|  | 12 janvier 2002   | 12 janvier 2002 |                        |   | 13 janvier | 13 janvier |
|  | 12 janvier 2002   | 12 janvier 2002 |                        |   | 13 janvier | 13 janvier |
|  | HKm Zvolen        | 2               |                        |   | 13 janvier | 13 janvier |
|  | HKm Zvolen        | 2               |                        |   | 13 janvier | 13 janvier |
|  | HCJ Milano Vipers | 4               |                        |   | 13 janvier | 13 janvier |
|  | HCJ Milano Vipers | 4               | HCJ Milano Vipers      | 1 |            |            |
|  | 12 janvier 2002   |                 | HCJ Milano Vipers      | 1 |            |            |
|  |                   | ZSC Lions       | 6                      |   |            |            |
|  | ZSC Lions         | ZSC Lions       | 6                      | 4 |            |            |
|  | ZSC Lions         |                 |                        | 4 |            |            |
|  | Jukurit Mikkeli   | 3               |                        |   |            |            |
|  | Jukurit Mikkeli   | 3               | Match pour la 3e place |   |            |            |
|  |                   |                 |                        |   |            |            |
|  | 13 janvier 2002   |                 |                        |   |            |            |
|  |                   |                 |                        |   |            |            |
|  | HKm Zvolen        | 6               |                        |   |            |            |
|  | HKm Zvolen        | 6               |                        |   |            |            |
|  | Jukurit Mikkeli   | 3               |                        |   |            |            |
|  | Jukurit Mikkeli   | 3               |                        |   |            |            |

### Résultats

#### Demi-finales
| 12 janvier 2002 | HKm Zvolen | 2-4 (1:1, 0:2, 1:1) | HCJ Milano Vipers | Hallenstadion, Zurich 2 974 spectateurs |

| Feuille de match | Feuille de match                                             | Feuille de match        | Feuille de match | Feuille de match                          |
| ---------------- | ------------------------------------------------------------ | ----------------------- | --- | ----------------------------------------- |
|                  | Krayzel (Šechný), 15 min 22 s Rajcák (Plavucha), 59 min 44 s | 1:0 1:1 1:2 1:3 1:4 2:4 | 17 min 59 s, Hiller (Lefebvre, Beattie 25 min 36 s, Insam (Bortolussi, Tomasello) 36 min 06 s, Tomasello (Comploi, Uvaev) 52 min 05 s, Lefèbvre (Beattie) IN | Arbitrage : M. Johnsen MM. Linke et Wirth |
| Matúš Kostúr     | Gardiens                                                     | Jason Muzzatti          | | Arbitrage : M. Johnsen MM. Linke et Wirth |
| 18 min           | Pénalités                                                    | 8 min                   | | Arbitrage : M. Johnsen MM. Linke et Wirth |
|                  |                                                              |                         | | Arbitrage : M. Johnsen MM. Linke et Wirth |

| 12 janvier 2002 | ZSC Lions | 4-3 (2:1, 1:0, 1:2) | Jukurit Mikkeli | Hallenstadion, Zurich 4 320 spectateurs |

| Feuille de match | Feuille de match | Feuille de match            | Feuille de match                                                                                       | Feuille de match                                |
| ---------------- | --- | --------------------------- | --- | ----------------------------------------------- |
|                  | Alston (Samuelsson), SN, 8 min 07 s Samuelsson (Varis, SN, 10 min 35 s Jaks (Hodgson), 26 min 44 s Alston (Plavsic), SN, 49 min 01 s | 1:0 2:0 2:1 3:1 3:2 4:2 4:3 | 13 min 33 s, Kantelinen (Jormakka) 46 min 38 s, Tauriainen (Honkonen) 49 min 34 s, Honkonen (Korhonen) | Arbitrage : M. Sindler MM. Stricker et Eichmann |
| Ari Sulander     | Gardiens | Jussi Reiskanen             | | Arbitrage : M. Sindler MM. Stricker et Eichmann |
| 8 min            | Pénalités | 8 min                       | | Arbitrage : M. Sindler MM. Stricker et Eichmann |
|                  | |                             | | Arbitrage : M. Sindler MM. Stricker et Eichmann |

#### Match pour la troisième place
| 13 janvier 2002 | HKm Zvolen | 6-3 (1:1, 3:1, 2:1) | Jukurit Mikkeli | Hallenstadion, Zurich 1 444 spectateurs |

| Feuille de match | Feuille de match | Feuille de match                                          | Feuille de match                                                                                                  | Feuille de match                       |
| ---------------- | --- | --------------------------------------------------------- | --- | -------------------------------------- |
|                  | Krayzel (Plavucha, Dano), 1 min 09 s Török (Šechný, Kowalczyk), SN, 23 min 39 s Weissmann (Kowalczyk), 24 min 54 s Pukalovic (Šechný), 26 min 29 s Kowalczyk (Dano), 48 min 01 s Török (Klepac, Šechný), SN, 53 min 51 s | 1:0 1:1 2:1 2:2 3:2 4:2 5:2 6:2 6:3                       | 4 min 09 s, Jormakka (Kantelinen, Korhonen), SN 24 min 24 s, Tauriainen 58 min 46 s, Honkonen (Lehtonen, Kanerva) | Arbitrage : M. Oberg MM. Peer et Linke |
| Matúš Kostúr     | Gardiens | Jussi Reiskanen (26 min 29 s) Tommi Nikkila (33 min 31 s) | | Arbitrage : M. Oberg MM. Peer et Linke |
| 4 min            | Pénalités | 6 min                                                     | | Arbitrage : M. Oberg MM. Peer et Linke |
|                  | |                                                           | | Arbitrage : M. Oberg MM. Peer et Linke |

#### Finale
| 13 janvier 2002 | HCJ Milano Vipers | 1-6 (1:3, 0:2, 0:1) | ZSC Lions | Hallenstadion, Zurich 5 058 spectateurs |

| Feuille de match | Feuille de match            | Feuille de match            | Feuille de match | Feuille de match                             |
| ---------------- | --------------------------- | --------------------------- | --- | -------------------------------------------- |
|                  | Hiller (Insam), 10 min 08 s | 0:1 1:1 1:2 1:3 1:4 1:5 1:6 | 3 min 07 s, Samuelsson (Alston, Salis), SN 14 min 07 s, Jaks (Ouimet) 14 min 18 s, Crameri (Raffainer, Micheli) 36 min 18 s, Micheli (Raffainer, Crameri) 37 min 29 s, Varis (Alston, Samuelsson) 41 min 26 s, Jaks (Hodgson, Ouimet) | Arbitrage : M. Sindler MM. Stricker et Wirth |
| Jason Muzzatti   | Gardiens                    | Ari Sulander                | | Arbitrage : M. Sindler MM. Stricker et Wirth |
| 22 min           | Pénalités                   | 12 min                      | | Arbitrage : M. Sindler MM. Stricker et Wirth |
|                  |                             |                             | | Arbitrage : M. Sindler MM. Stricker et Wirth |

#### Vainqueurs
| Vainqueurs de la Coupe continentale ZSC Lions | Gardien de but : Ari Sulander Défenseurs : Christopher Belanger, Martin Kout, Adrien Plavsic, Tim Ramholt, Edgar Salis, Mathias Seger, Bruno Steck, Mark Streit Attaquants : Jan Alston, Mattia Baldi, Gian-Marco Crameri, Patric Della Rossa, Daniel Hodgson, Peter Jaks, Claudio Micheli, Mark Ouimet, Raeto Raffainer, Morgan Samuelsson, Reto Stirnimann, Petri Varis Entraîneur : Pekka Rautakallio |